# (27239) O'Dorney
(27239) O'Dorney est un astéroïde de la ceinture principale.

## Description
(27239) O'Dorney est un astéroïde de la ceinture principale. Il fut découvert le 8 septembre 1999 à Socorro (Nouveau-Mexique) par le projet LINEAR. Il présente une orbite caractérisée par un demi-grand axe de 2,29 UA, une excentricité de 0,11 et une inclinaison de 6,0° par rapport à l'écliptique.

## Compléments